# 高松公園

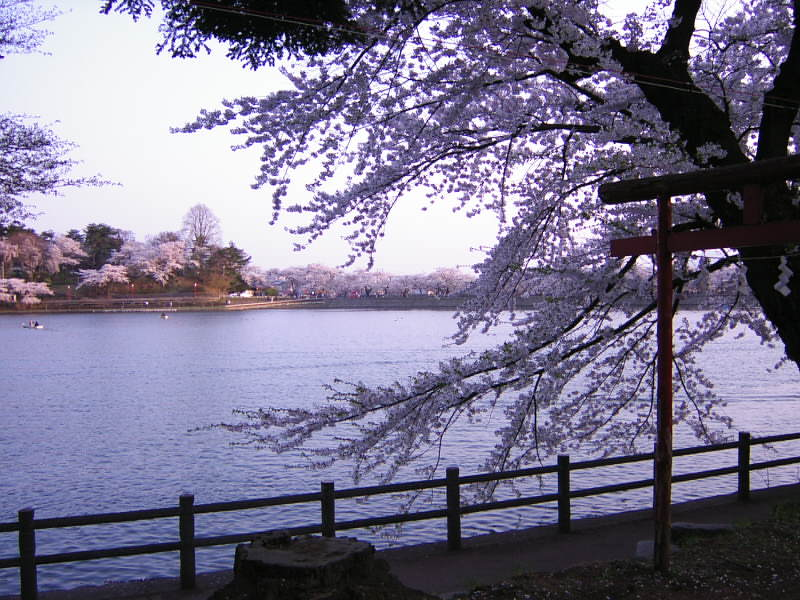
桜の季節の高松の池の夕景

高松公園（たかまつこうえん）は、岩手県盛岡市高松にある高松の池を中心とした公園である。日露戦争の戦勝を記念して住民たちが植えた桜で知られ、1989年（平成元年）に日本さくら名所100選に選ばれた。

## 概要
冬季には寒さで池が凍り、1948年（昭和23年）の国体ではスケート競技で使われたが、現在は盛岡市みたけ地区に県営スケート場ができたことと、昭和53年（1978年）頃から池の氷が薄くなり、氷上スポーツの利用が不可能となっている。
この池は岩手県内でもハクチョウ飛来地として有名である。また冬季にはカモ類やその他多くの冬鳥が飛来し、夏季にはヒタキ科、バンなどの夏鳥が飛来する。また最近はオシドリが池に定着しつつある。このオシドリはSNS上で「ラムちゃん」と呼ばれている。
過去にはオオホシハジロ、ハクガン、シジュウカラガンなどの鳥も記録されている。

## 歴史・沿革
- 1597年（慶長2年） - 南部家26代当主南部信直が盛岡城築城開始。
- 1661年（寛文元年）～1673年（寛文13年） - 盛岡城下の北西側の湿地帯に上田組町を建設するにあたって、水源地に治水対策のため上田に三段の堤防を築堤して堰き止め、用水堰を通して北上川に排水した。この上堤、中堤、下堤の内、最も大きかった中堤が、現在の高松の池となる。なお、灌漑としての役割は少なく、上田周辺の水田化に利用されただけとされる。
- 1889年（明治22年）4月1日 - 町村制施行に伴い、現在の高松の池周辺は岩手郡米内村の一部となる。
- 1892年（明治25年） - 上田堤の開発が計画され、松、躑躅、梅などが植えられる。水辺には屋形船を浮かべ、開発の端緒がつくられる。
- 1906年（明治39年） - 日露戦争の勝利を記念して、地元有志が中心となり「栽桜会」を結成、ソメイヨシノ1000本の苗木を池周囲に植樹する。
- 大正中頃 - 上田堤周辺が南部家の鷹狩りの場であったこと、松林の美しさが有名であったことにちなみ、高松の池と改称される。なお、この名称は当時盛岡市長であった北田親氏が、かつて盛岡市長を務めた大矢馬太郎と相談して命名したものである。
- 1922年（大正11年） - 公園整備計画の策定と整備。約2年をかけて四阿、園路などを整備する。
- 1928年（昭和3年） - 盛岡市と米内村の合併により、高松の池が盛岡市の管理となる。
- 1948年（昭和23年） - 高松振興促進会が設立され、公園整備のための寄附募集活動を開始する。
- 1949年（昭和24年） - 4月に高松振興促進会が公園整備費30万円と桜の苗木650本を寄附。5月1日には市立公園として指定される。
- 1952年（昭和27年） - 池を中心とした風致を守るため、高松風致地区が指定される。
- 1957年（昭和32年） - 都市計画法による都市公園として計画決定。
- 1958年（昭和33年） - 第13回冬季国体のスケート競技、及び第7回全国高校スケート大会を開催し、両大会の会場として利用される。
- 1966年（昭和41年） - 大規模老朽溜池事業により堤体の全面改修を実施する。
- 1984年（昭和59年） - 白鳥の餌付けを開始。以後多くの白鳥の飛来地となる。
- 1989年（平成元年） - 日本さくら名所100選に選ばれる。